# ゲット・フリー (ラナ・デル・レイの曲)
「ゲット・フリー」（"Get Free"）は、アメリカ合衆国の歌手・ソングライターのラナ・デル・レイの5枚目のスタジオ・アルバム『ラスト・フォー・ライフ』（2017年）に収録された楽曲である。この曲はデル・レイ、リック・ノーウェルズ、キーロン・メンジーズが制作し、3人とディーン・リードがプロデュースした。デル・レイはこの曲を何度も披露しており、特に2018年のLA・トゥ・ザ・ムーン・ツアーが有名である。
2018年1月、デル・レイはレディオヘッドが「ゲット・フリー」と彼らのヒット曲「クリープ」の類似性を理由に彼女とそのチームに対して著作権訴訟を起こしたことを認めた。

## 背景
デル・レイによると、この曲は当初は「Malibu」というタイトルで収録され、オリジナル音源は全く異なる内容であり、デル・レイと彼女の過去6年間の人生についてより多くが明かされていた。デル・レイは、この曲のそのバージョンを破棄し、オリジナル版のインストゥルメンタルからライトな音源を作成することにした。2018年のワールド・カフェのインタビューでデル・レイはこの曲が「支配的な人々に自由であることを阻まれ、自分の可能性を最大限に発揮できない人々についてだ」と語った。

## レディオヘッドからの訴訟
2018年1月、デル・レイはTwitterにて、「ゲット・フリー」がレディオヘッドの1992年の楽曲「クリープ」を盗作した疑いでバンドから法的措置を取られていることを明かした。デル・レイによると、彼女は著作権料40%を提示したが、レディオ側は100%を要求してきたという。また、彼女は「クリープ」が「ゲット・フリー」に影響を与えたという主張を否定した。
レディオヘッドの出版管理会社であるワーナー・チャペル・ミュージックは、「クリープ」の「ライター全員」をクレジットすることを要求していることを認めたが、訴訟が起こっていることやレディオヘッドが著作権料100%を要求したことに関しては否定した。3月、デル・レイは観客に対し、「訴訟は終わった、この曲は私の好きなときに歌えると思う」と語った。「ゲット・フリー」の作曲作詞家クレジットは米国作曲家作詞家出版者協会でのデータベースでは更新されなかった。
『ガーディアン』紙は、「クリープ」で使用されているコードはポップミュージックでは珍しく、メロディには「不思議なほどの類似性」があると分析した。出版媒体では、この騒動はTLCの「ノー・スクラブス」とエド・シーランの「シェイプ・オブ・ユー」の類似性に関する論争や、マーヴィン・ゲイの遺産管理団体がファレル・ウィリアムスとロビン・シックを相手取って起こした「ブラード・ラインズ」とゲイの「ガット・トゥ・ギヴ・イット・アップ」の類似性をめぐる訴訟と比較された。1990年代には、アルバート・ハモンドとマイク・ヘイズルウッドが書いた1972年の曲「安らぎの世界へ」と「クリープ」の類似性をめぐってレディオヘッドも訴えられており、その際はハモンドとヘイルズウッドが共同作曲者クレジットとロイヤルティーを得た。

## クレジットとパーソネル
クレジットは『ラスト・フォー・ライフ』のライナーノーツより引用。
パフォーマンス
- ラナ・デル・レイ – プライマリーアーティスト

インストゥルメント
- ラナ・デル・レイ – プロダクション
- リック・ノーウェルズ（英語版） - ベース、キーボード、シンセパッド、オルガン
- キーロン・メンジーズ - テープループ、パーカッション、シンセサイザー
- ディーン・リード - エレキギター、シンセベース
- ザック・レイ - シンセサイザー、メロトロン、ギター
- マイティ・マイク - ドラム、パーカッション
- デヴィッド・レヴィタ - エレキギター
- トレヴァー・ヤスダ - キーボード
- アーロン・スターリング - ライブドラム、パーカッション

エンジニアリング
- キーロン・メンジーズ - プロダクション、エンジニアリング、ミキシング
- ディーン・リード - プロダクション、エンジニアリング、ミキシング
- トレヴァー・ヤスダ - エンジニアリング
- クリス・ガルシア - エンジニアリング
- アダム・アヤン - マスタリング

## チャート
| チャート (2017)               | 最高 順位 |
| ----------------------------- | --------- |
| US Hot Rock Songs (Billboard) | 20        |

## 認定
| 国/地域                          | 認定 | 認定/売上数 |
| -------------------------------- | ---- | ----------- |
| カナダ (Music Canada)            | Gold | 40,000      |
| 認定のみに基づく売上数と再生回数 |      |             |